# Ramal F11 del Ferrocarril Belgrano
El Ramal F11 pertenecía al Ferrocarril General Belgrano, Argentina.

## Ubicación
Se hallaba en la provincia de Santa Fe dentro de los departamentos San Cristóbal y Castellanos.

## Características
Era un ramal de la red de trocha angosta del Ferrocarril General Belgrano, cuya extensión es de 12 km entre Moisés Ville y Virginia. Sus vías y durmientes se encuentran abandonadas y en ruinas.
Fue inaugurado a fines del siglo XIX por el Ferrocarril Provincial de Santa Fe. El ramal fue clausurado y levantado mediante Decreto Nacional 547/77 el 2 de marzo de 1977